# Swetes
Swetes ist eine Siedlung in der Parish of Saint Paul, südlich des Zentrums der Insel Antigua im Staat Antigua und Barbuda.

## Lage und Landschaft
Swetes liegt südlich des Zentrums der Insel zwischen Liberta im Süden und All Saints im Norden. Zur Volkszählung 2001 hatte der Ort 1837 Einwohner.
Im Ort gibt es die Irene B Williams School sowie die Church of God of Prophecy und die Swetes Wesleyan Holiness Church und den Swetes Cemetery.
|          | Matthews                                    |         |
| Follys   | Kompassrose, die auf Nachbargemeinden zeigt | Tyrells |
| Richmond |                                             | Tyrells |

## Personen
- George Alexander McGuire, Patriarch der African Orthodox Church
- Curtly Ambrose (* 1963), Cricket-Spieler für Leeward Islands und West Indies